# Кастелли, Лео
Лео Кастелли (4 сентября 1907, Триест, Италия — 21 августа 1999, Нью-Йорк, США) — известный коллекционер и галерист. На протяжении сорока лет был самой влиятельной фигурой на рынке современного искусства. Сыграл значительную роль в карьере таких художников как Джаспер Джонс, Энди Уорхол и Роберт Раушенберг, Ричард Серра и Дональд Джадд, Джозеф Кошут и Брюс Науман. С его именем связывают различные течения 60-70-х годов: поп-арт, минимализм, концептуализм.

## Биография
Родился 4 сентября 1907 года в Триесте, Италия. Мать — итальянка, отец — еврей. В Милане получил юридическое образование. Занимался страховым бизнесом. В 1933 году женился на дочери богатого румынского промышленника. Благодаря тестю Кастелли получил выгодное место в парижском отделении Banca D`Italia. Начал активно собирать произведения искусства.
В 1939 году Кастелли открыл свою первую галерею, в Париже, на Вандомской площади (вместе со своим другом, архитектором и дизайнером Рене Друэном). С началом войны Кастелли эмигрировал с семьей в Америку.
В 1943 году, после службы в армейской разведке США, он получил американское гражданство.